# Martin de Brive
Pour les articles homonymes, voir Saint Martin.
Martin de Brive, aussi nommé Martin l'Espagnol, est un saint de la chrétienté. Premier apôtre de la ville de Brive-la-Gaillarde, il y meurt en martyr par décapitation le 9 août 407.

## Présentation

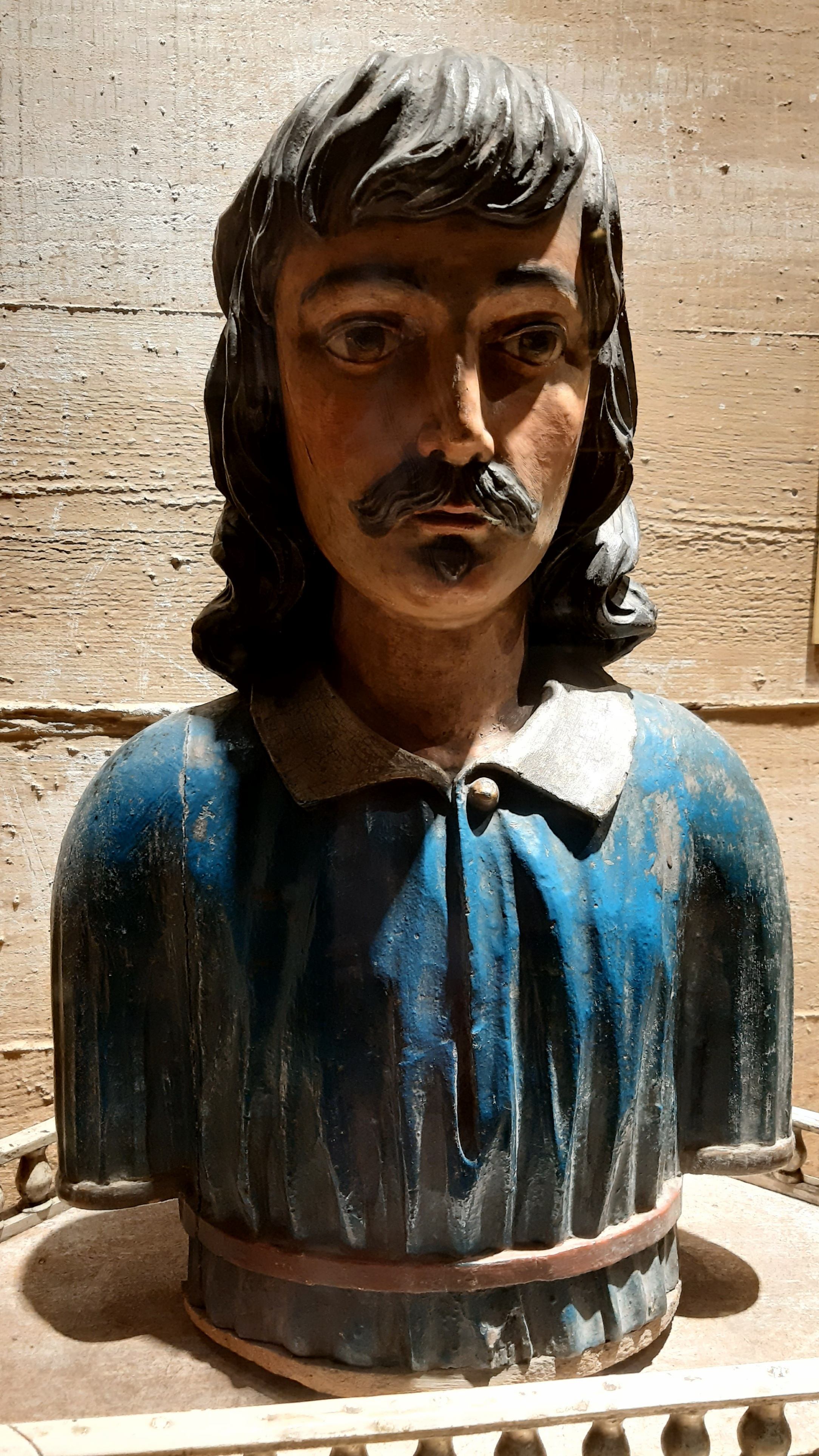
Autre buste reliquaire de saint Martin de Brive, bois polychrome du XIXe siècle, crypte de la collégiale Saint-Martin de Brive.

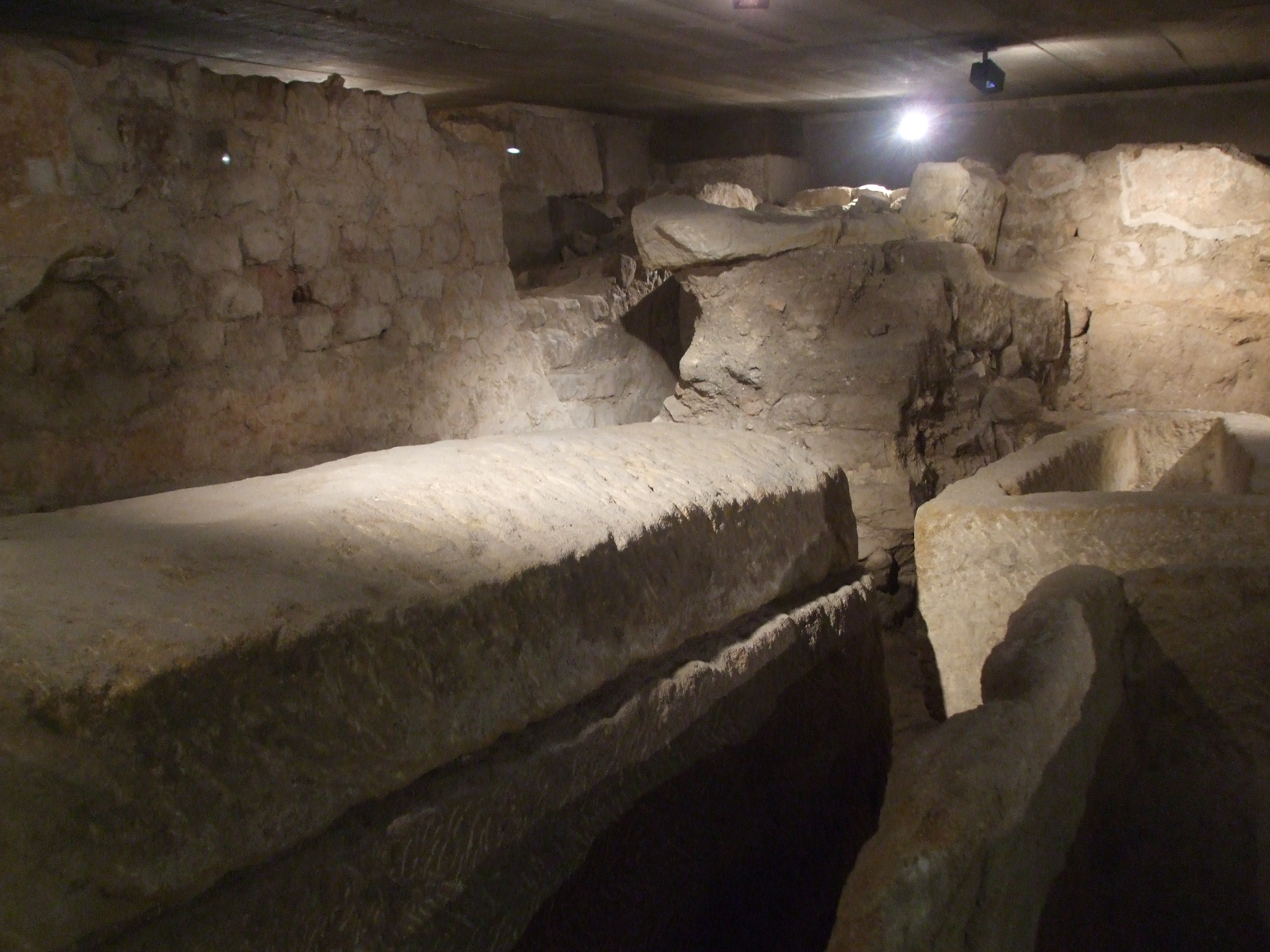
Crypte de la collégiale Saint-Martin, vestiges des murs du sanctuaire primitif et sarcophages de la nécropole, autour du tombeau de saint Martin l'Espagnol.

Martin naît aux environs de 356 au sein d'une famille noble et païenne espagnole. Il embrasse à un jeune âge la foi chrétienne et part pour Rome, désireux d'accomplir un pèlerinage sur les tombeaux des apôtres Pierre et Paul, mais sans doute aussi de s'éloigner de son milieu familial à la suite de sa conversion.
À Trèves, le jeune espagnol rencontre Martin de Tours et s'attache à lui. Passionné de Dieu, Martin l'Espagnol entame alors une vie de prière. À la mort de l'évêque de Tours en 397, Martin se retire en Périgord, vraisemblablement sur le site de l'actuelle commune de Savignac-les-Églises. Il y vit auprès d'un prêtre de grande sainteté prénommé Laurent. Au début du Ve siècle, le christianisme n'a été prêché en Limousin que par Martial de Limoges. Au cours de son apostolat dans la campagne périgourdine, Martin apprend que la bourgade de Briva-Curretia (Pont sur la Corrèze) n'est toujours pas évangélisée et reste idolâtre ; aussi enjoint-il Laurent de l'y accompagner afin d'y prêcher.
Zélé et soucieux de suivre l'exemple de son maître, Martin se présente au temple. Là, il trouble la cérémonie et renverse les idoles vouées à Saturne et la table du sacrifice, tout en proclamant sa foi dans le dieu chrétien. La tradition populaire rapporte que ce fait se serait produit le 9 août 407 (jour consacré à Saturne). Les habitants, scandalisés et furieux, commencent à le lapider à l'intersection des actuelles rues Majour et de Corrèze ; l'un d'entre eux achève l'exécution en lui tranchant la tête, faisant de Martin un martyr.
Son corps est sans doute enseveli par Laurent et déposé sur le site où, quelques décennies après, est élevé un sanctuaire à saint Martin. Quelque temps plus tard, Brive est décimée par une épidémie. La tradition rapporte que la population, grâce à l'intercession de celui qu'elle a martyrisé, obtient la protection des bien-portants et la guérison des malades.

## Archéologie
La première église dédiée à saint Martin de Brive est mentionnée par Grégoire de Tours au VIe siècle. Cet édifice paléochrétien est construit à la fin du Ve siècle à l'emplacement du tombeau du martyr. Au VIe siècle, il est reconstruit après un incendie par Ferréol, évêque de Limoges. Les vestiges découverts en 1986-1988, visibles de nos jours dans la crypte archéologique de la collégiale Saint-Martin de Brive, confirment ainsi le récit fait par Grégoire de Tours.